# Роон, Альбрехт фон
Альбрехт Теодор Эмиль фон Ро́он (нем. Albrecht Theodor Emil Graf von Roon; 30 апреля 1803, Плойсхаген, близ Кольберга, Померания, Пруссия — 23 февраля 1879, Берлин) — граф (19 января 1871), германский военный и государственный деятель, прусский генерал-фельдмаршал (1 января 1873 года).

## Биография
Родился в семье Генриха Фридриха фон Роона (1768—1809), младшего лейтенанта на прусской службе и камер-юнкера при брауншвейгском дворе, и его жены Ульрики Иоганны Альбертины, урождённой фон Борке (1773—1823). Отцу Роона принадлежало имение в Плойсхагене (ныне Плесна в Западно-Поморском воеводстве Польши). После смерти отца в 1811 году переехал с матерью в Штеттин.
Поступил в 1816 году в военное училище в Кульме, затем в 1819 году в Прусское высшее военное училище в Берлине. 9 января 1821 года был выпущен младшим лейтенантом в 14-й пехотный полк. В 1824—1827 годах учился в Прусской военной академии в Берлине, одновременно слушал университетские курсы Карла Риттера по географии и Фридриха фон Раумера по истории.
С 1833 года работал в топографической службе прусского Генерального штаба, в 1836 году произведён в капитаны. В том же году он женился на Анне Рогге, старшей сестре богослова Бернхарда Рогге. В 1844—1848 годах был воспитателем прусского принца Фридриха Карла и сопровождал его во время учёбы в Бонне, а также в нескольких поездках по Германии, Франции и Италии. После этого служил на различных командных и штабных должностях.
Назначенный в 1849 году начальником штаба корпуса, был направлен на подавление революции в Бадене.
С 20 июня 1856 года — командир 20-й пехотной бригады, 15 октября 1856 года произведен в генерал-майоры. 22 ноября 1858 года назначен командиром 14-й пехотной дивизии, а 31 мая 1859 года получил чин генерал-лейтенанта.
С 2 сентября 1859 года занимал должность министра по вопросам реорганизации армии, а уже 5 декабря 1859 года назначен Военным министром Пруссии и оставался на этой должности до 1873 года. С 16 апреля 1861 по 31 декабря 1871 года одновременно был Морским министром Пруссии. 8 июня 1866 года произведён в генералы от инфантерии.

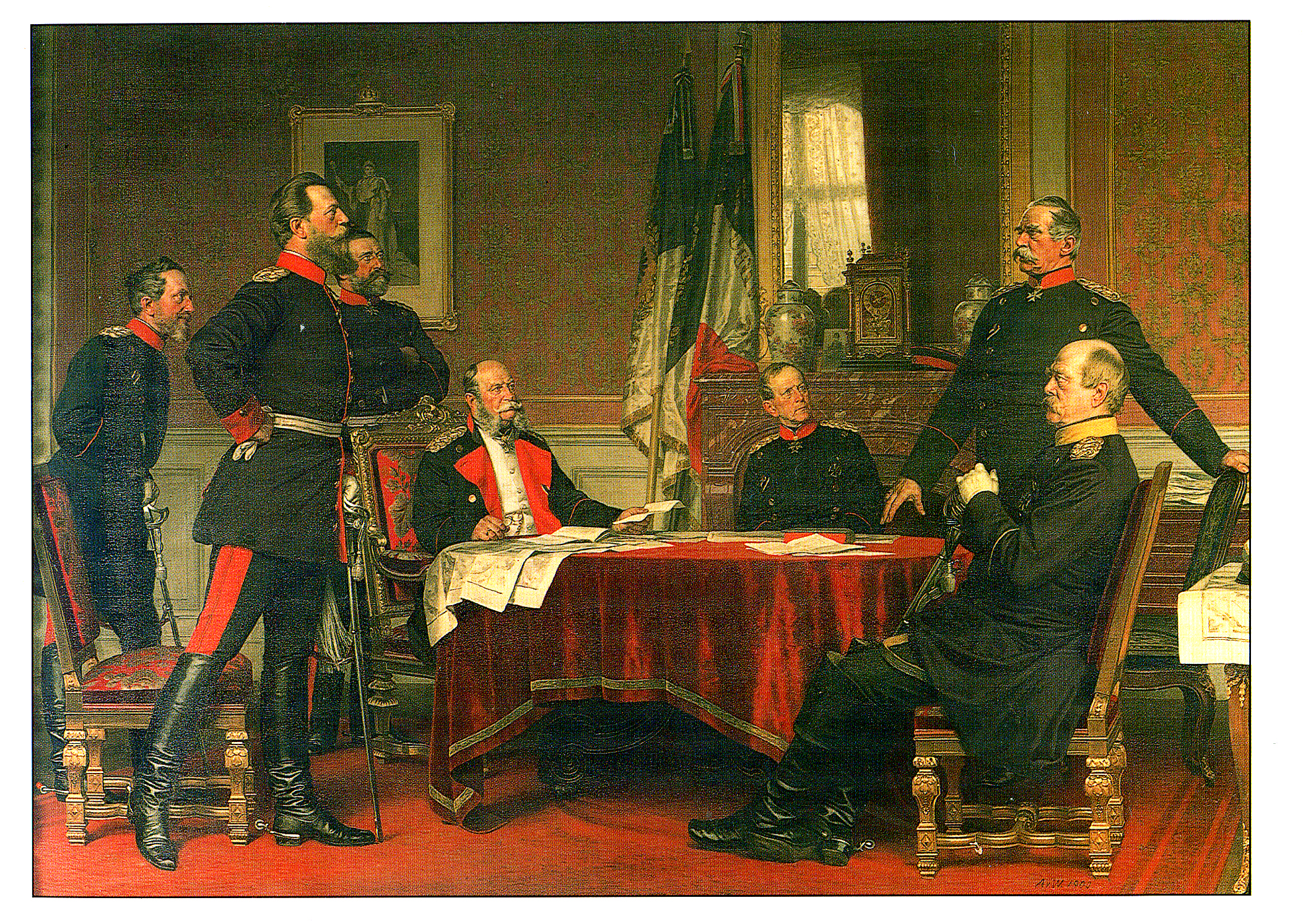
Германская штаб-квартира в Версале (1870). Слева-направо: Блюменталь, Фридрих, Верди дю Вернуа, Вильгельм I, Мольтке, Роон, Бисмарк

Провёл военные реформы, резко повысившие боеспособность прусской армии (увеличение численности армии, введение трёхлетней действительной службы, ускорение мобилизационных мероприятий и прочие), сыгравшие большую роль в победах Пруссии в войнах с Данией (в 1864 году), Австрией (1866 год) и Францией (в 1870—1871 годах). Был дружен с королём Вильгельмом I, что позволило Роону оказывать влияние и на внутреннюю политику Пруссии. Так, по его представлению Отто фон Бисмарк был назначен министром-президентом Пруссии. 5 апреля 1873 года российский император Александр II пожаловал Роону орден Святого Георгия 3-й степени № 527 «В воздаяние отличной храбрости и мужества, оказанных во время военных действий германских войск во Франции».
На 1 января 1873 года Вильгельм I присвоил звание генерал-фельдмаршала Роону, занимавшему должность министра-президента Пруссии. Когда же Бисмарк был провозглашён рейхсканцлером Германии, с 1 января 1873 просит отставку. Во время повторного запроса 9 ноября 1873 года Вильгельм I награждает его алмазами к ордену Чёрного Орла.
Роон в 1868 приобрёл замок Гютерготц в Потсдаме, украсил его и создал парк. После выхода на пенсию он продал имущество и переехал обратно в замок Нойхоф бай Кобург в Франконии. В Нижней Силезии он купил замок Kробнитц. Там, недалеко от Гёрлитца, Роон провел последние годы и был похоронен в семейном склепе, своём последнем пристанище.

## Семья
Роон женился в 1836 году в Великом Тинце на Лигнице на Анне Рогге (1818—1885). Она была дочерью прусского военного пастора Вильгельма Рогге (1790—1870) и его жены Августы Вольфрам. Его брат Бернард Рогге (1831—1919) был придворным капелланом и в 1906 году почетным гражданином Потсдама.
Дети:
1. Вальдемар (1837—1919), прусский генерал-лейтенант ∞ Магдалена Блакенбург (1845—1915), дочь Морица фон Блакенбурга (1815—1888)
2. Арнольд (1840—1906), прусский генерал от инфантерии фон ∞ Элен Лангенбек (1848—1907), дочь Бернхард фон Лангенбека (1810—1887)
3. Элизабет (1842—1908) ∞ Генрих фон Браухич (1831—1916)
4. Хедвига (1843—1927) ∞ Евгений фон Виссманн (1841—1912), прусский капитан
5. Вильгельм (1844—1890) ∞ Эмми (Уолли) Каролина Амалия Элен фон Цесхау (р. 1857), дочери Гуго фон Бальтазара фон Цесхау(р. 1826)